# بیزینس کاتالیست
بیزینس کاتالیست (به انگلیسی: Business Catalyst) یک سرویس (نرم‌افزار اجاره‌ای) برای ساخت و مدیریت وب سایت است.
این سرویس در سال ۲۰۰۴ توسط دو استرالیایی کارآفرین بردیا هاسمن و آدم برادوی تأسیس شد و در ماه اوت ۲۰۰۹ ادوبی سیستم مالکیت آن را به دست آورد.
بیزینس کاتالیست یک راه حل همه‌جانبه برای یک وب سایت تجاری و بازاریابی آنلاین است که برای طراحان وب ساخته شده است. با استفاده از پلت فرم واحد و بدون نیاز به برنامه‌نویسی، طراحان وب می‌توانند همه چیز را از وب سایت‌های قدرتمند برای فروشگاه‌های آنلاین، تا بروشورهای آنلاین را بسازند.